# Mars Odyssey
Mars Odyssey či 2001 Mars Odyssey je americká kosmická sonda, která byla vypuštěna 7. dubna 2001 z mysu Canaveral a na orbitu Marsu navedena 24. října 2001. V evidenci COSPAR je vedena jako 2001-013A. Její vypuštění bylo součástí programu NASA Mars Exploration Program. Jejím hlavním úkolem bylo zjišťování podrobného složení povrchu, zkoumání výskytu vody a průzkum polárních čepiček pomocí spektrometru. Na oběžnou dráhu Země byla vynesena pomocí nosné rakety Delta II. Svůj úkol, primární misi během let 2001 – 2004 splnila, v misi pokračuje na kruhové dráze. V roce 2014 rozhodla NASA o opětovném prodloužení mise sondy.

## Popis sondy
Sonda je tříose stabilizovaná ve tvaru kvádru o rozměrech 2,2 × 1,7 × 2,6 metru. Energii získává z jednoho solárního panelu o ploše 7 metrů čtverečních, který dobíjí akumulátorovou NiMH baterii o kapacitě 16 Ah. Při startu vážila sonda 725 kg (cca 349 kg paliva, 332 kg samotná konstrukce a 44,5 kg vědecké vybavení). Stabilizaci zajišťují 4 gyroskopy. Sonda má jeden hlavní a čtyři orientační a stabilizační motory. O řízení sondy se stará počítač s procesorem RAD2000 s pamětí 128 MB RAM a 3 MB EPROM. Ke spojení se Zemí využívá sonda parabolickou anténu o průměru 1,3 m (max. rychlost přenosu 110 kbit/s).

### Přístrojové vybavení
- Skener zobrazující tepelné emise (Thermal Emission Imaging System – THEMIS) – pro snímkování povrchu ve vysokém rozlišení ve viditelné a infračervené oblasti, převážně pro detekci minerálů
- Spektrometr gama záření (Gamma–Ray Spectrometer – GRS) – pro průzkum chemického složení povrchu
- Spektrometr ionizujícího záření (Martian Radiation Environment Experiment – MARIE) – přístroj pro měření radiace
- Neutronový spektrometr (Neutron Spectrometer – NS)
- Detektor rychlých neutronů (High Energy Neutron Detector – HEND) – dodalo Rusko[3]